# Cymbopetalum brasiliense
Cymbopetalum brasiliense là loài thực vật có hoa thuộc họ Na. Loài này được (Vell.) Benth. ex Baill. mô tả khoa học đầu tiên năm 1868.